# Fresnoy-en-Thelle
Fresnoy-en-Thelle – miejscowość i gmina we Francji, w regionie Hauts-de-France, w departamencie Oise.
Według danych na rok 1990 gminę zamieszkiwało 828 osób, a gęstość zaludnienia wynosiła 132 osoby/km² (wśród 2293 gmin Pikardii Fresnoy-en-Thelle plasuje się na 346. miejscu pod względem liczby ludności, natomiast pod względem powierzchni na miejscu 757.).